# マンハッタン・ドロップ
マンハッタン・ドロップ（Manhattan Drop）は、プロレス技の一種である。リバース・アトミック・ドロップとも呼ばれる。

## 概要
アトミック・ドロップとは逆方向、すなわち向かい合った状態で相手に対してダブル・レッグ・ダイブで抱え上げる。そして、右足を突き出す形で片膝立ちになり、腿に相手の股間を叩きつける。基本的には尾てい骨を痛めつける技であるが、角度を変えることによって金的攻撃にも使える。
アドリアン・アドニスが日本で初公開。技名は日本固有のものであり、ニューヨーク出身でレザージャケットをコスチュームとしていたアドニスは、日本では暴走族のイメージで「マンハッタン・ライダー」なるニックネームがあったことからネーミングされた。
かつては大木金太郎が同じような技を使っていたが、実況では「急所打ち」と呼ばれて反則技扱いされていた。

## 主な使用者
- アドリアン・アドニス
- ボブ・オートン・ジュニア
- ブレット・ハート
- 越中詩郎
- 蝶野正洋
- 飯塚高史
- 矢野通
- KUSHIDA
- 内藤哲也
- 神代龍也